# Beverner Wald
Beverner Wald ist der Name eines Naturschutzgebietes im gleichnamigen Waldgebiet in der niedersächsischen Stadt Bremervörde im Landkreis Rotenburg (Wümme).

## Allgemeines
Das Naturschutzgebiet mit dem Kennzeichen NSG LÜ 273 ist rund 196 Hektar groß. Der größte Teil des Naturschutzgebietes ist Bestandteil des FFH-Gebietes „Oste mit Nebenbächen“. Das Gebiet steht seit dem 5. April 2007 unter Naturschutz. Es war zunächst rund 121 Hektar groß. Zum 1. Dezember 2017 wurde es nach Westen auf seine heutige Größe erweitert. Zuständige untere Naturschutzbehörde ist der Landkreis Rotenburg (Wümme).

## Beschreibung
Das Naturschutzgebiet liegt östlich des Bremervörder Ortsteils Bevern und im Süden des Beverner Waldes. Es ist von zahlreichen Bächen durchzogen, deren Quellen im Waldgebiet liegen. Das Waldgebiet wird überwiegend von Laubwald und Mischwald geprägt, darunter Eichen-Mischwald und Stieleichen-Hainbuchenmischwald. In den Quellbereichen der Bäche findet sich Bestände von Erlen und Eschen sowie Erlen-Hainbuchenwaldbestände entlang der Bachläufe.
Der westliche Bereich des Naturschutzgebietes wird überwiegend von naturnahen Eichen- und Buchenwäldern geprägt. Hier siedeln z. B. Grünliche Waldhyazinthe und Sumpfdotterblume. In den Eichen- und Buchenwäldern befinden sich mehrere Kleingewässer, die Lebensraum von Kamm-, Faden- und Bergmolch sowie anderer Amphibien sind. Das Naturschutzgebiet ist Lebensraum einiger Fledermausarten, darunter Großes Mausohr und Bechsteinfledermaus.
Die Wälder im Naturschutzgebiet verfügen über einen hohen Anteil an Alt- und Totholz. Das Naturschutzgebiet grenzt im Norden an weitere Flächen des Beverner Waldes. Nach Westen, Süden und Osten grenzt es überwiegend an landwirtschaftliche Nutzflächen. Durch das Naturschutzgebiet verlaufen mehrere Waldwege.